# St. Johann Baptist (Lammersdorf)

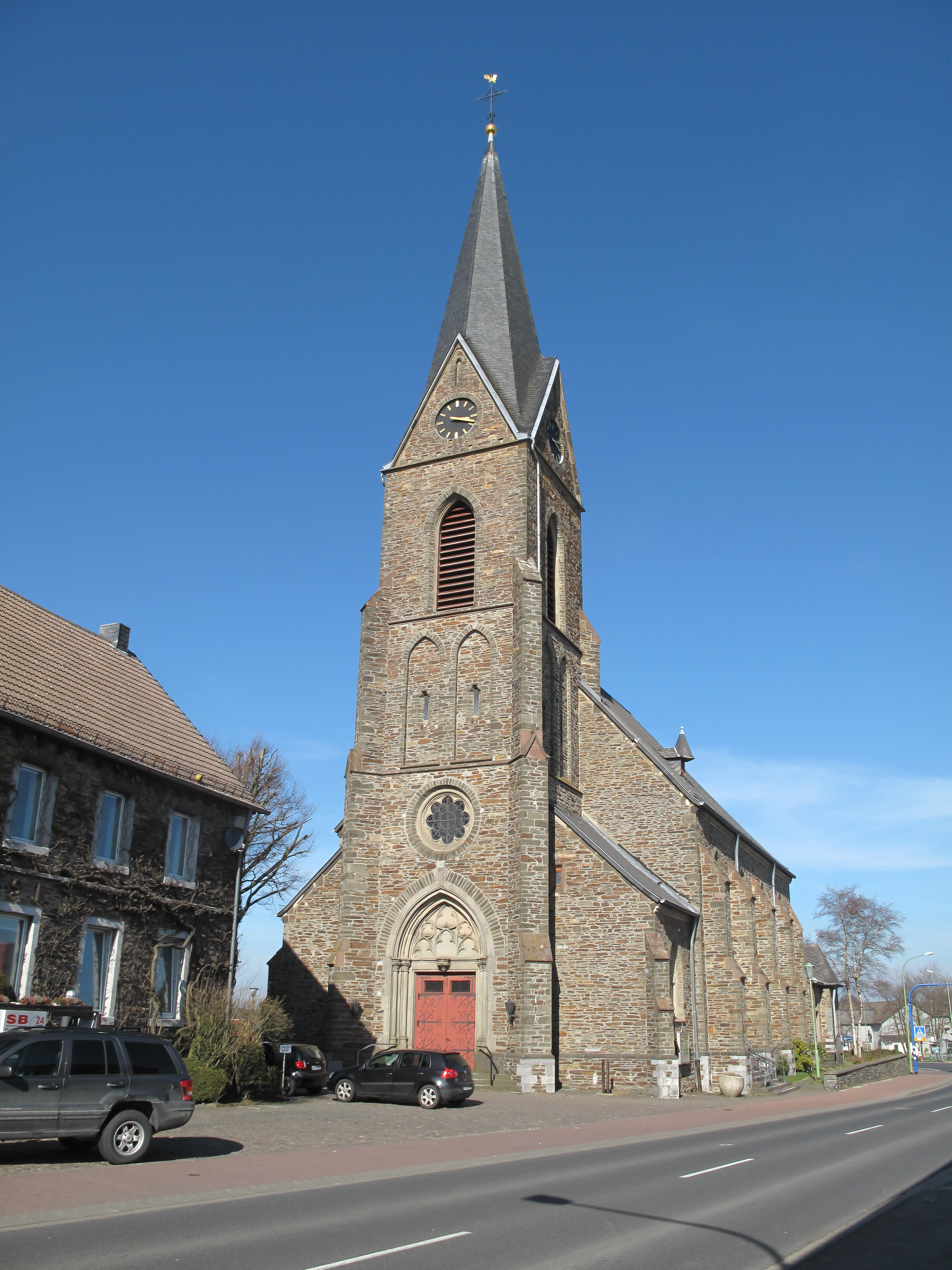
St. Johann Baptist in Lammersdorf

St. Johann Baptist ist die römisch-katholische Pfarrkirche des Ortsteils Lammersdorf der Gemeinde Simmerath in der Städteregion Aachen (Nordrhein-Westfalen).
Die Kirche ist Johannes dem Täufer geweiht und unter Nummer 128 in die Liste der Baudenkmäler in Simmerath eingetragen.

## Geschichte

### Allgemeines
Ursprünglich gehörte Lammersdorf zur Pfarre Konzen. Nach der Errichtung der Simmerather Pfarrei war Lammersdorf eine Filiale dieser. Um das Jahr 1600 wurde eine erste Kapelle errichtet, da der Weg zur Simmerather Kirche recht beschwerlich war. Zwischen 1705 und 1709 wurde die Kapelle durch einen Kirchenneubau in barocken Formen ersetzt. Es handelte sich um eine einschiffige Saalkirche aus Bruchsteinen. Ende des 18. Jahrhunderts wurde das Gotteshaus um zwei Joche nach Osten hin verlängert. Im Zuge der Pfarrumschreibung während der Franzosenzeit wurde Lammersdorf im Jahr 1804 schließlich zur eigenständigen Pfarrei erhoben. In der alten barocken Kirche wurde am 18. März 1901 der letzte Gottesdienst gefeiert und anschließend abgebrochen, da das Gotteshaus zu klein für die angewachsene Bevölkerungszahl geworden war.

### Kirchengebäude
In den 1890er Jahren beschloss der Kirchenvorstand den Bau einer neuen Kirche am Standort der alten. Mit den Planungen wurde der Düsseldorfer Architekt Josef Kleesattel beauftragt, deren Verwirklichung am 21. August 1898 beschlossen wurde. In der ersten Hälfte des Jahres 1901 begannen die Bauarbeiten und am 21. Juli 1901 erfolgte die Grundsteinlegung durch den Kölner Weihbischof Antonius Fischer für den Bau, der am 9. November 1902 benediziert wurde. Im Zweiten Weltkrieg wurde die Pfarrkirche nur leicht beschädigt, anders als viele Kirchen des Monschauer Landes.

## Architektur
St. Johann Baptist ist eine einfache Hallenkirche im Baustil der Neugotik in Ost-West-Ausrichtung aus Eifeler Sandstein. Im Untergeschoss des dreigeschossigen Glockenturms im Westen befindet sich das Hauptportal, an der Nord- und Südseite je eine Seitenkapelle.
An den vorgebauten Turm schließt sich das dreischiffige und vierjochige Kirchenschiff an. Das Mittelschiff weist eine Breite von 6,75 Meter auf und die Seitenschiffe sind 3,80 Meter breit. Das Mittelschiff und die Seitenschiffe werden durch Arkaden unterteilt, die von Granitsäulen getragen werden. An das Schiff schließt sich der zweijochige und fünfseitig geschlossene Chor an. An der Nord- und Südseite ist jeweils eine Sakristei bzw. Nebensakristei angebaut. Das gesamte Bauwerk wird von einem Kreuzrippengewölbe überwölbt. Die Fensteröffnungen sind zweibahnig und besitzen ein Maßwerk.

## Ausstattung
Im Innenraum befindet sich die nahezu komplett erhaltene neugotische Ausstattung aus den 1900er Jahren. Dazu zählen der hölzerne Hochaltar mit dazugehörigen Nebenaltären, die Beleuchtung, die Bänke und der Beichtstuhl, sowie ein Altar der Immerwährenden Hilfe. Die ornamentale Bemalung des Kölner Malers Rosenthal von 1911 wurde nach dem Zweiten Weltkrieg übertüncht, aber zwischen 1990 und 1996 wieder freigelegt. Die Buntglasfenster mit geometrischen Ornamenten schuf Heinrich Junker 1950.

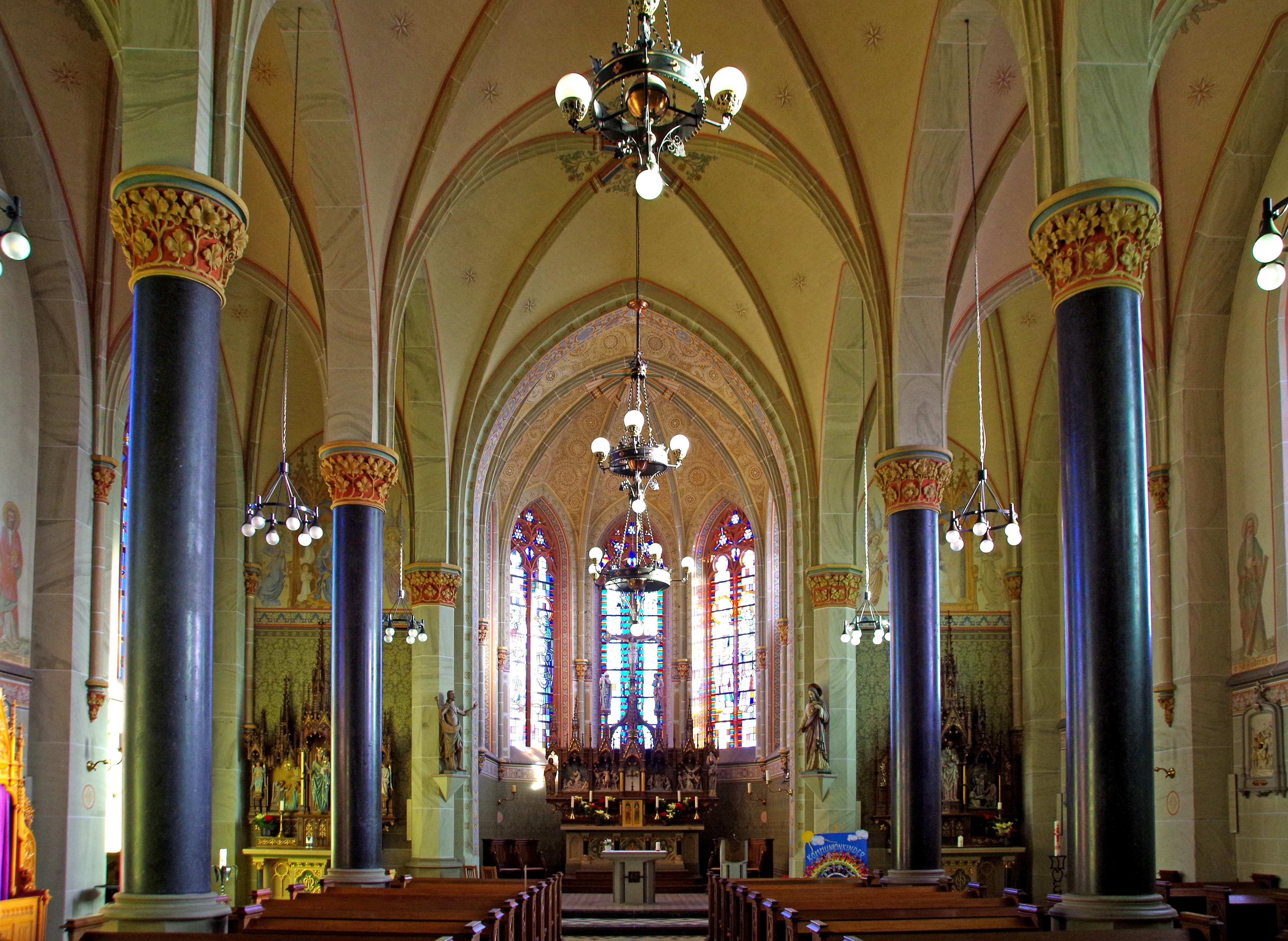
St. Johann Baptist, Mittelschiff
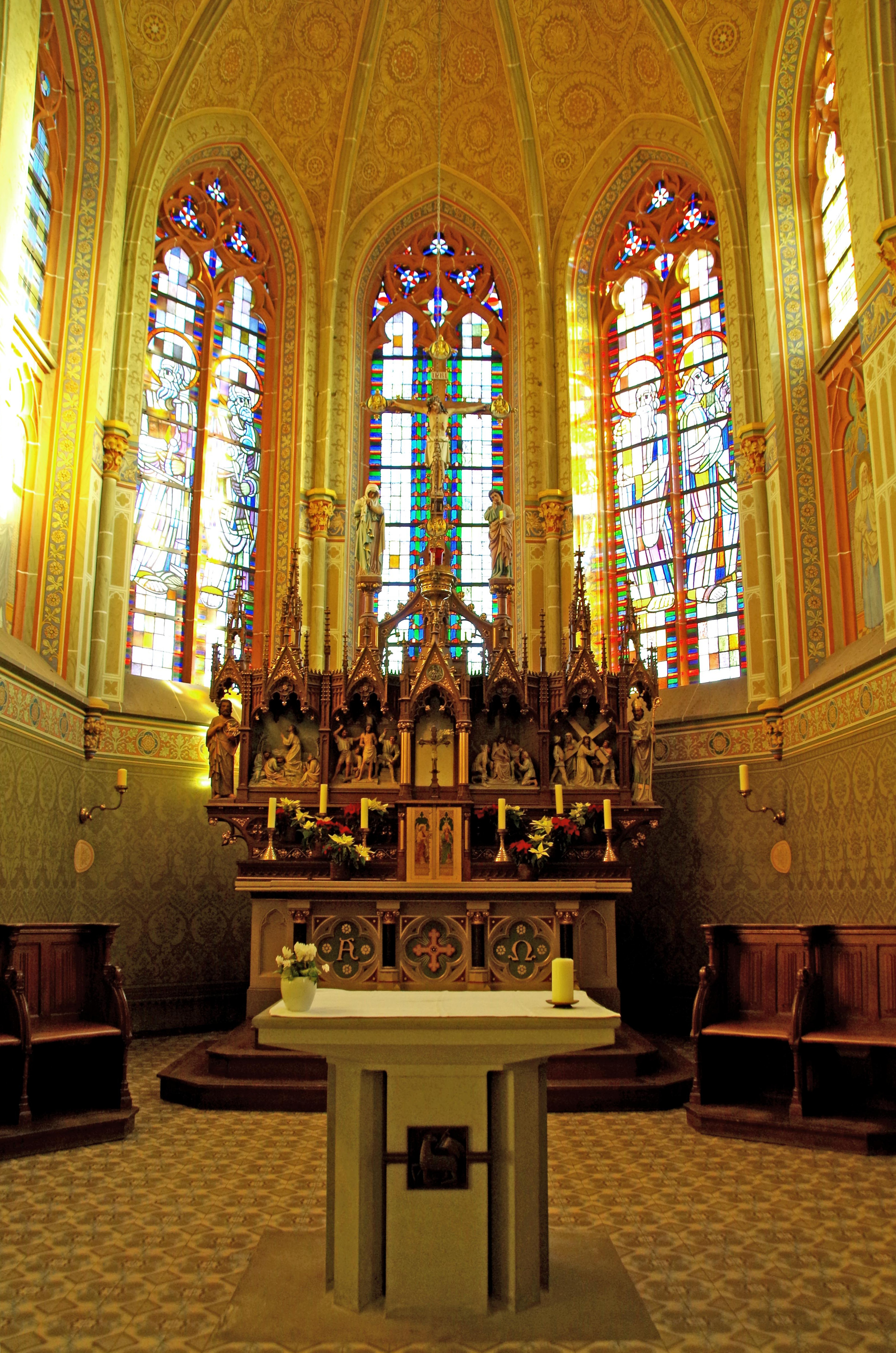
Altarraum
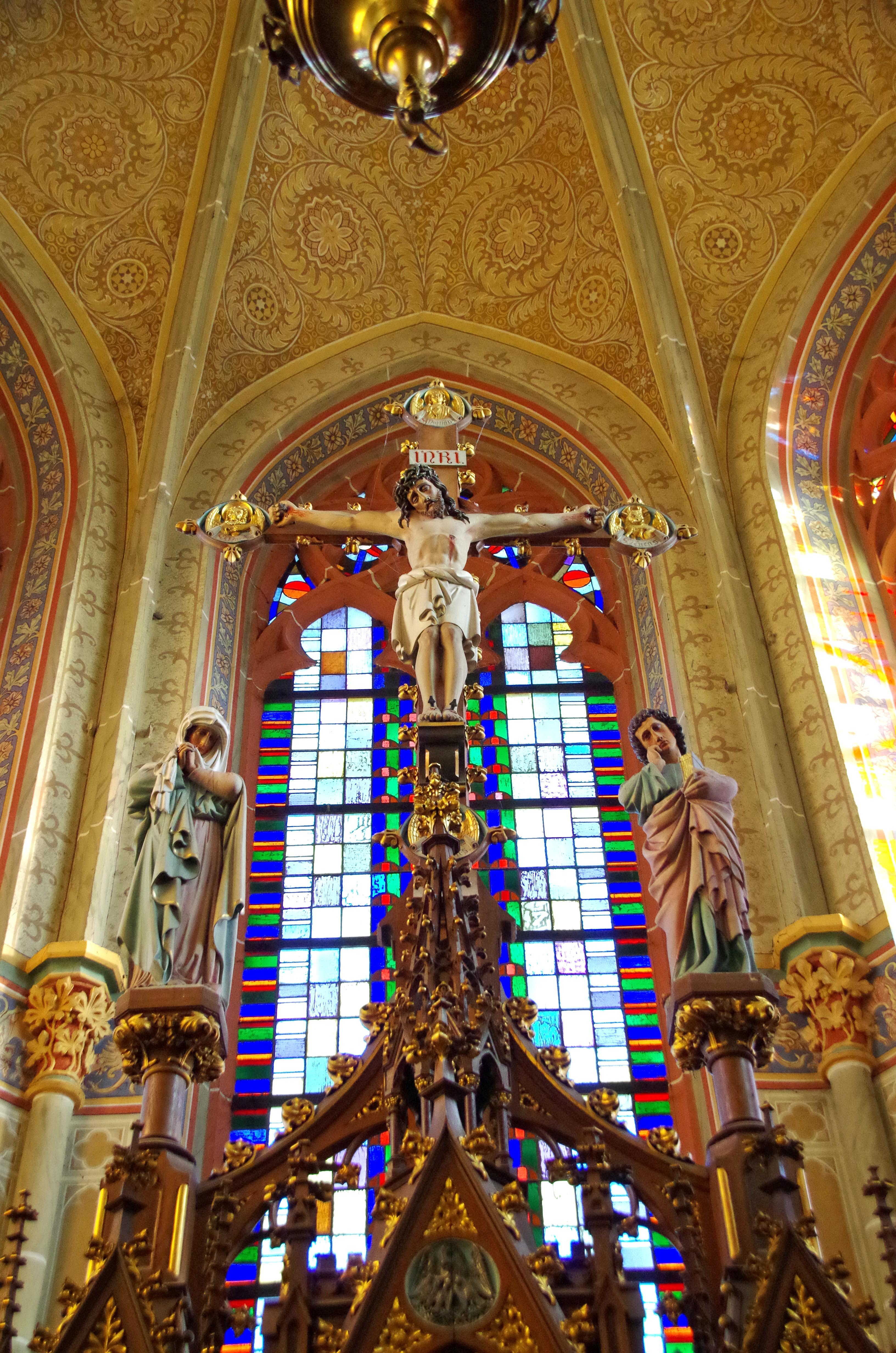
Kreuzigungsgruppe
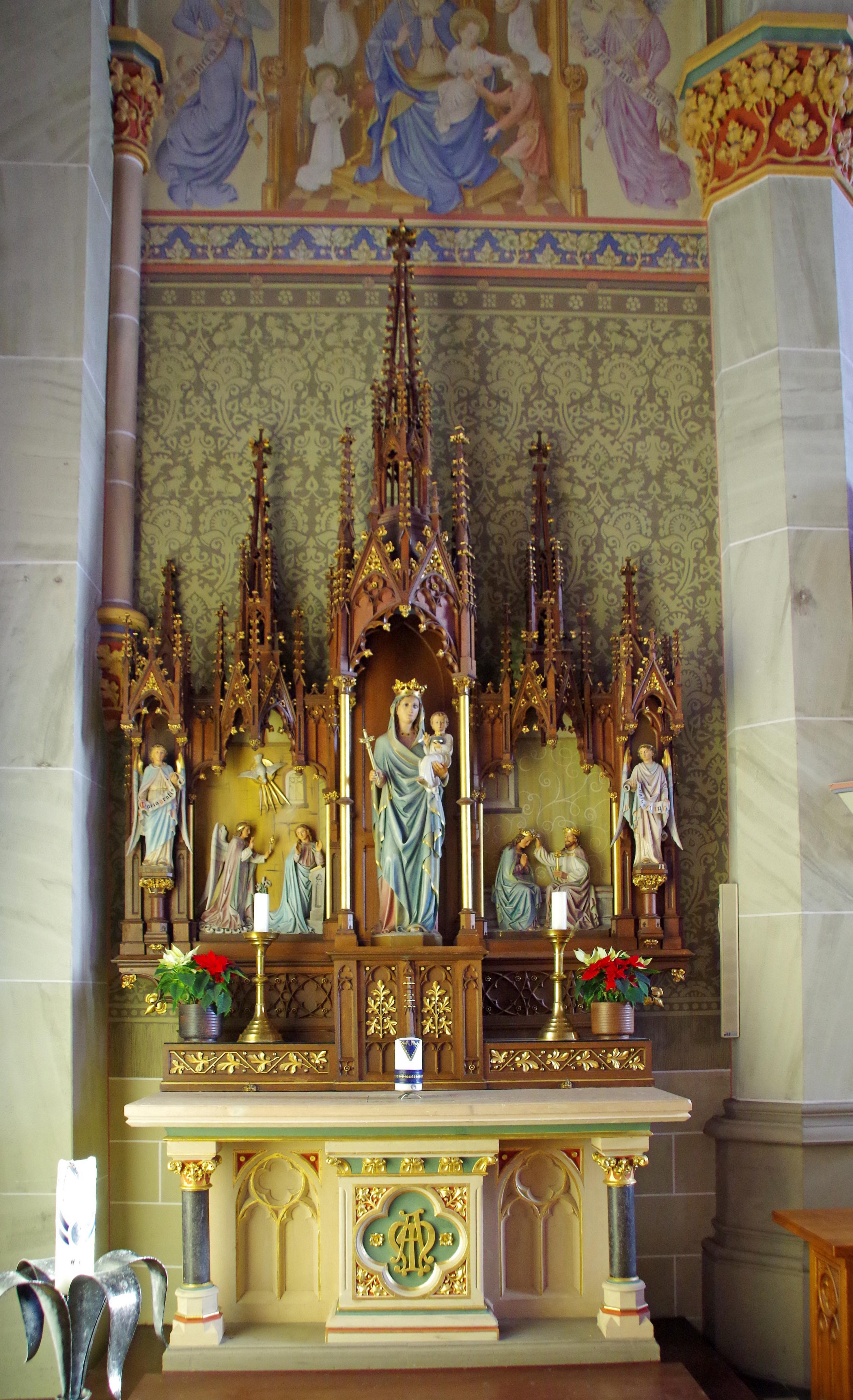
Marienaltar
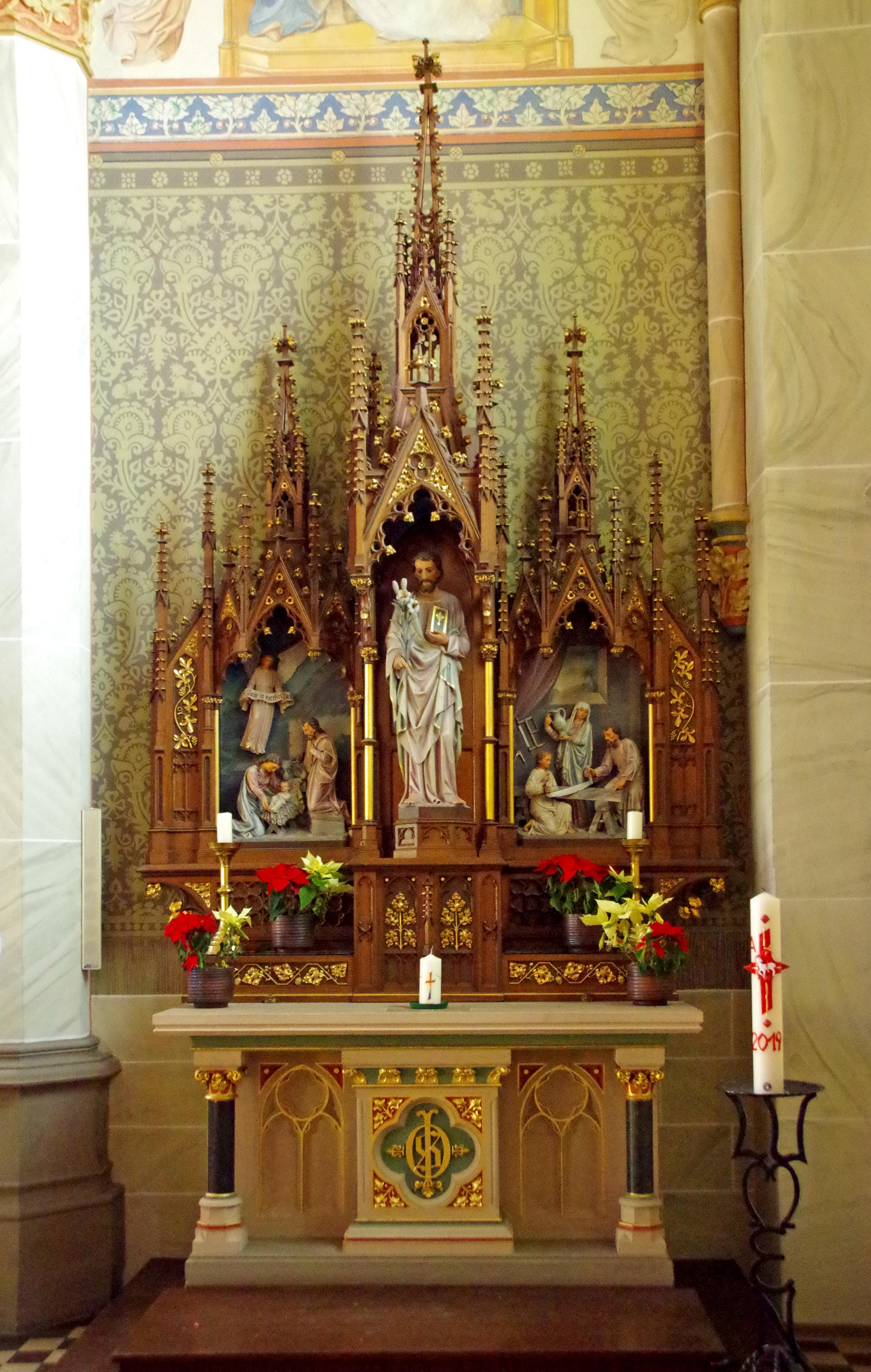
Josefsaltar
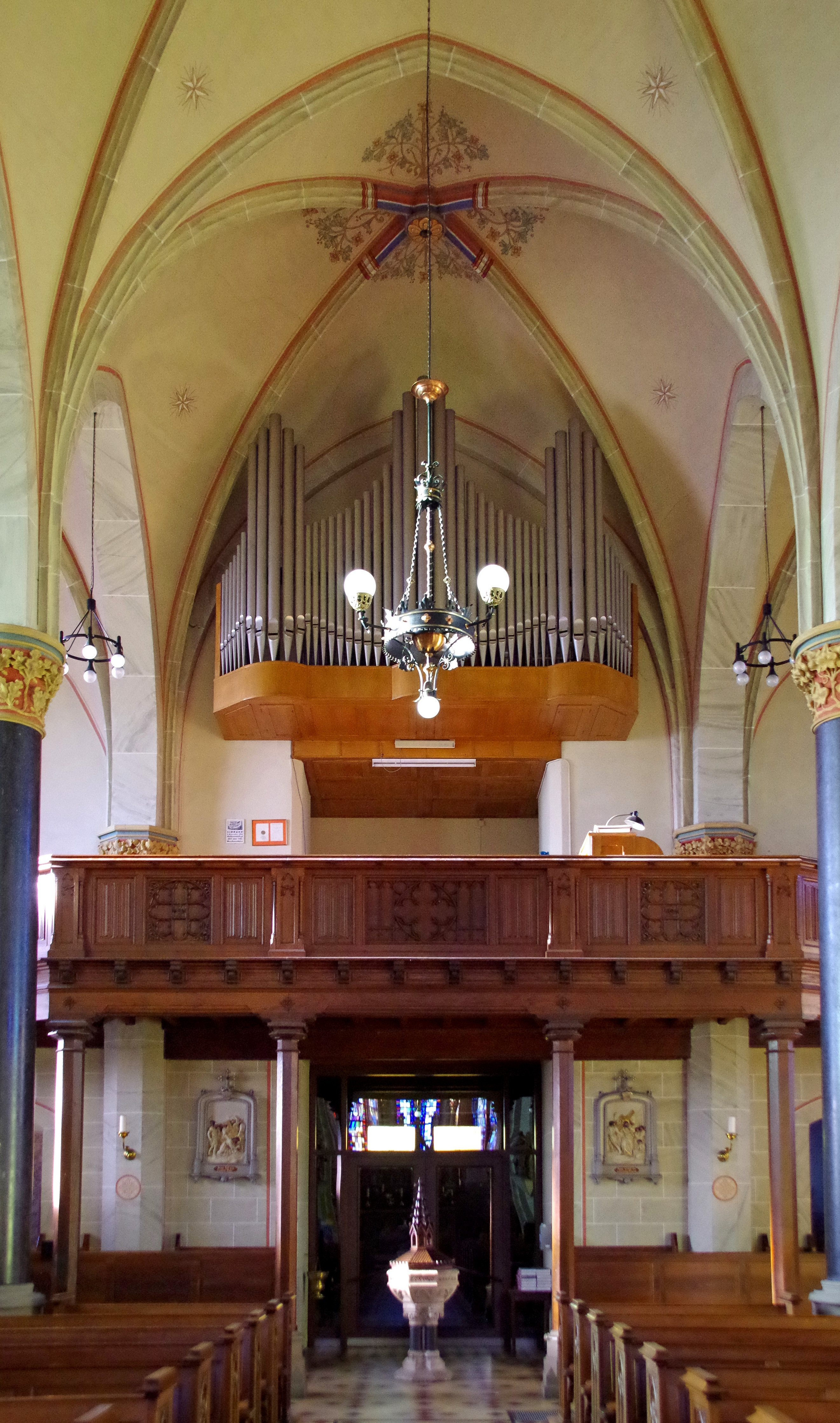
Orgelempore
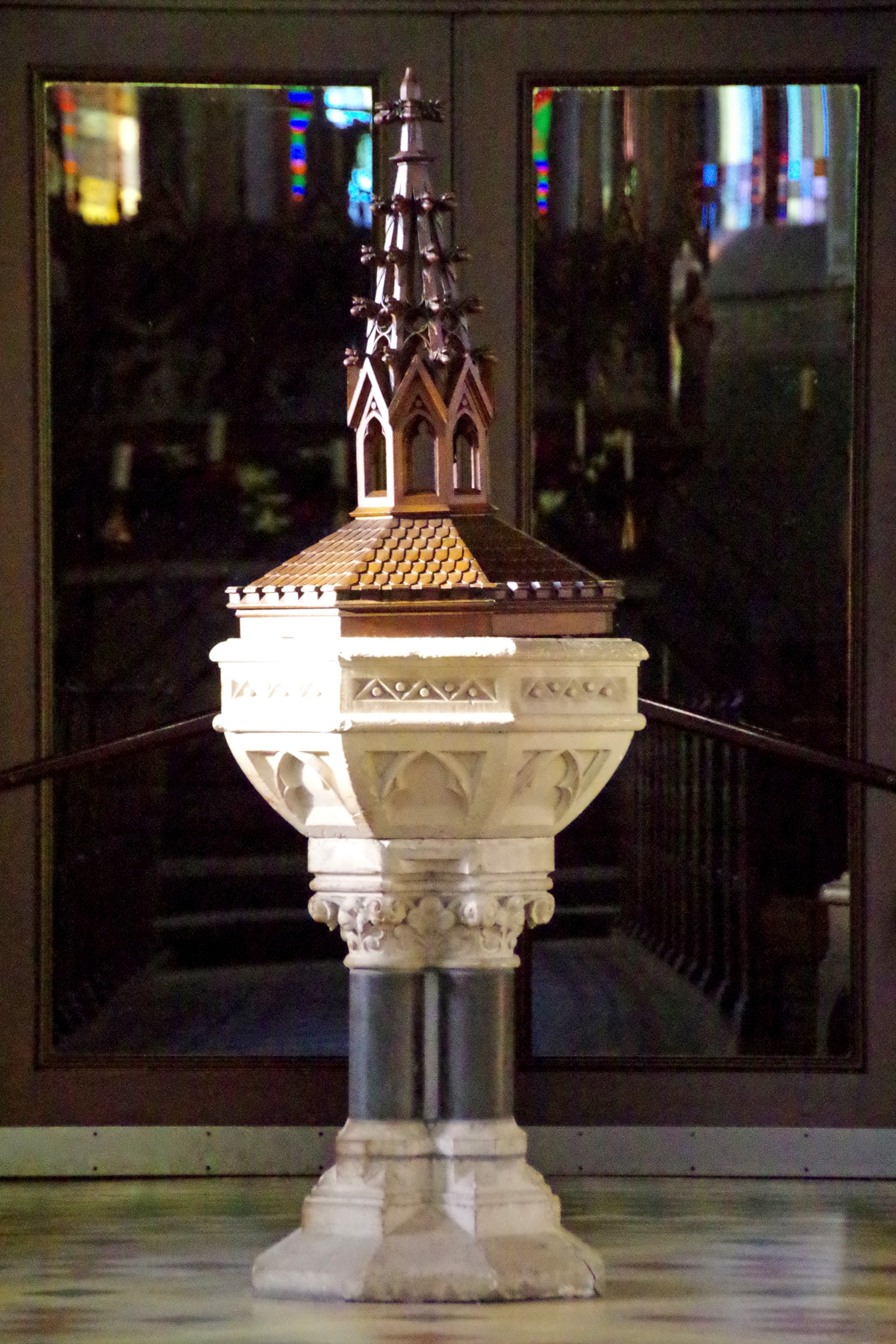
Taufbecken
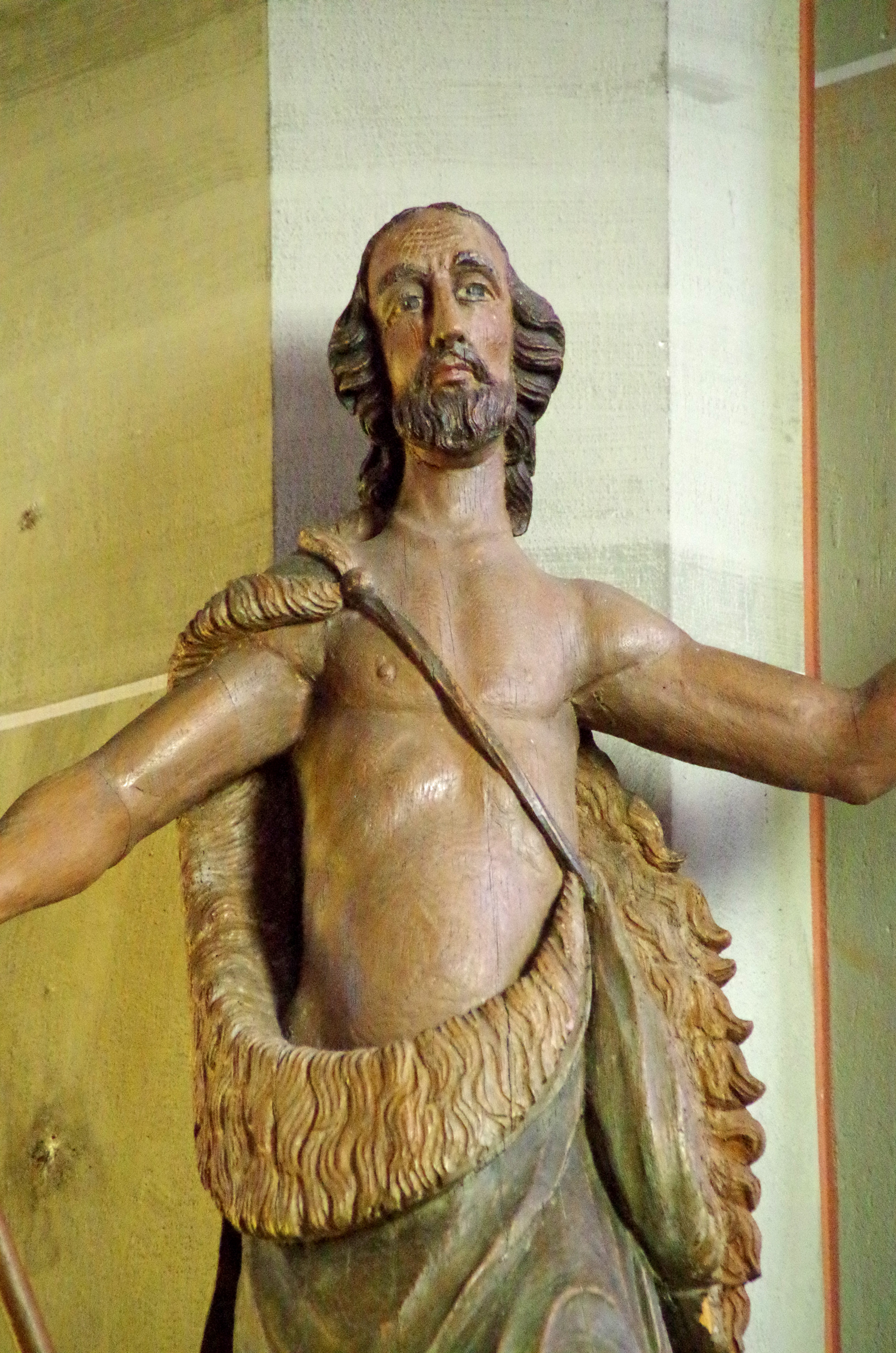
Johannes der Täufer
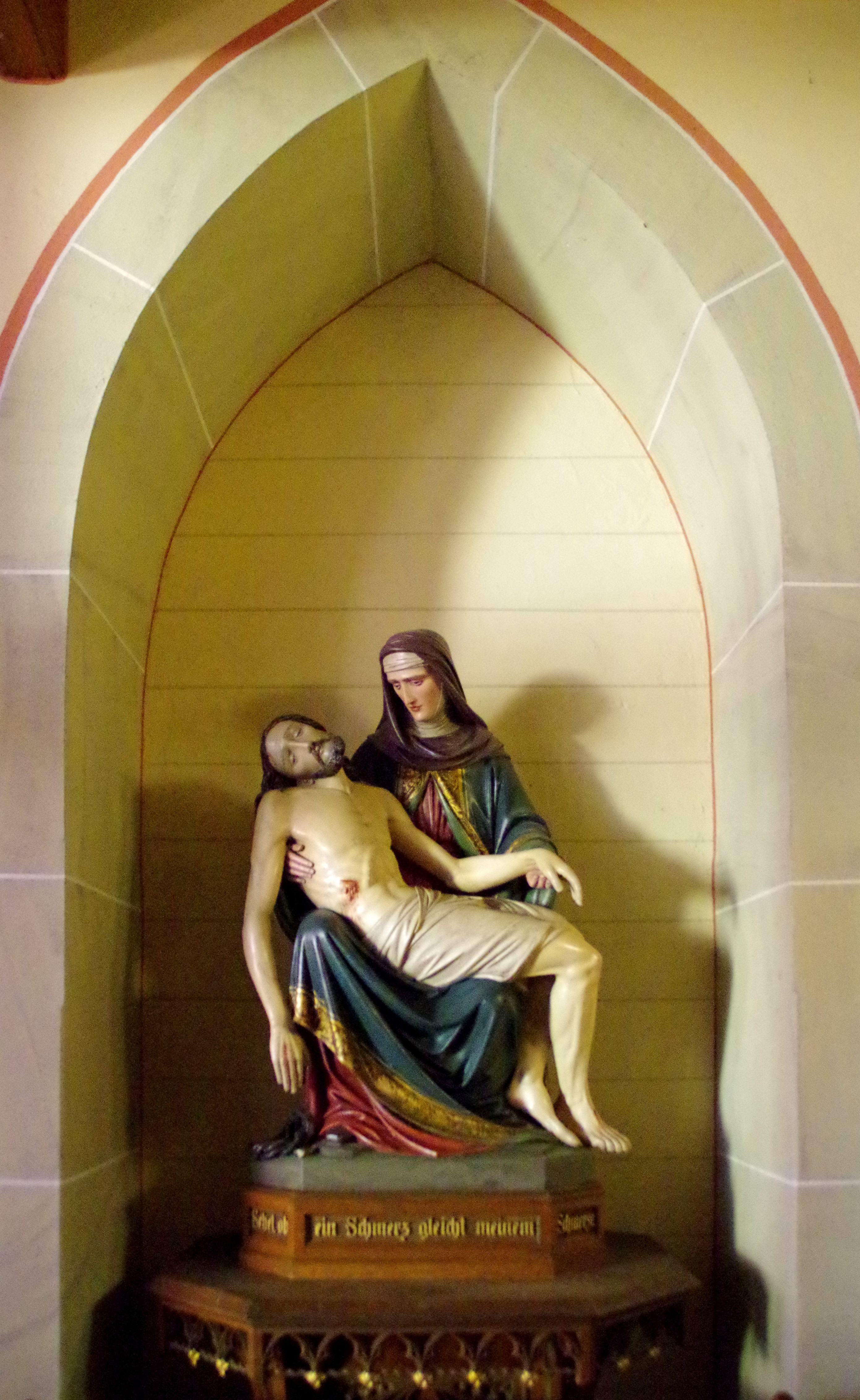
Pietà
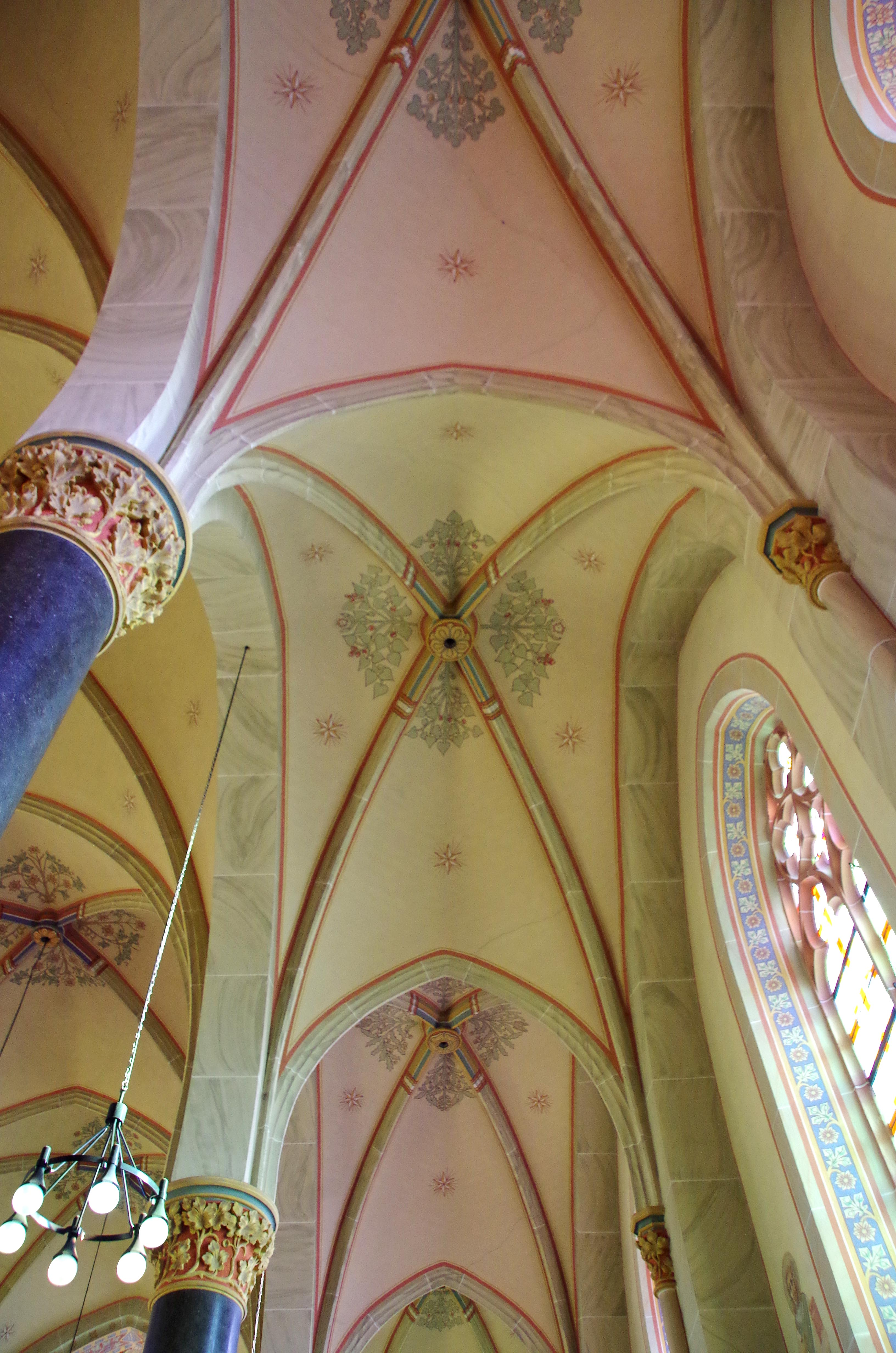
Deckendekor, Seitenschiff

## Pfarrer
Folgende Pfarrer wirkten bislang an St. Johann Baptist:
| von – bis | Name                |
| --------- | ------------------- |
| 1927–1930 | Matthias Berg       |
| 1930–1953 | Peter Schall        |
| 1953–1959 | Wilhelm Brandenburg |
| 1959–1972 | Johannes Roderburg  |
| 1972–1985 | Cornelius Schouten  |
| 1985–1986 | Franz Matzerath     |
| 1986–2002 | Karl-Heinz Graff    |
| 2002–2010 | Hermann van Gorp    |
| Seit 2010 | Michael Stoffels    |